# Sebastián Vega (baloncestista)
Sebastián Vega (Gualeguaychú, Entre Ríos, 9 de julio de 1988) es un baloncestista profesional argentino que forma parte de la plantilla de Boca Juniors de la Liga Nacional de Básquet de Argentina. Con 2 metros de altura, juega en la posición de alero.

## Trayectoria

### Clubes
Actualizado al 11 de julio de 2023

| Club                    | País      | Año             |
| ----------------------- | --------- | --------------- |
| Central Entrerriano     | Argentina | 2004 - 2008     |
| Peñarol                 | Argentina | 2008 - 2010     |
| Boca Juniors            | Argentina | 2010 - 2011     |
| Quimsa                  | Argentina | 2011 - 2016     |
| Libertad de Sunchales   | Argentina | 2016 - 2017     |
| Quimsa                  | Argentina | 2017 - 2018     |
| Gimnasia y Esgrima (CR) | Argentina | 2018 - 2022     |
| Aguada                  | Uruguay   | 2022            |
| Unifacisa               | Brasil    | 2022 - 2023     |
| Boca Juniors            | Argentina | 2023 - Presente |

## Selección nacional
Vega actuó con los seleccionados juveniles de baloncesto de Argentina, siendo parte de la camada que disputó el Campeonato Sudamericano de Baloncesto Sub-17 de 2005 en Venezuela, el Campeonato FIBA Américas Sub-18 de 2006 de Estados Unidos y el Campeonato Mundial de Baloncesto Sub-19 de 2007 de Serbia.
Con la selección mayor hizo su debut en 2010, participando en el Campeonato Sudamericano de Baloncesto en Colombia, donde su equipo obtuvo el subcampeonato tras caer en la final ante Brasil. Antes de ello integró el seleccionado denominado Argentina Proyección 2014-2018, creado para darle rodaje internacional a los jugadores que debían ser los sucesores de la Generación Dorada. Con ese equipo disputó una serie de partidos amistosos en China y Australia.

## Vida personal
Sebastián Vega es hermano de Gisela Vega, también jugadora profesional de baloncesto.
A través de un mensaje en sus redes sociales, Vega anunció ser homosexual el 10 de marzo de 2020. Es el segundo deportista argentino en activo en declarar su orientación sexual, tras el voleibolista Facundo Imhoff.
En 2017 se recibió como Técnico en Relaciones Laborales en la Universidad Siglo 21.

## Palmarés

### Campeonatos
- Actualizado hasta el 22 de julio de 2025.

| Título               | Club         | País      | Año     |
| -------------------- | ------------ | --------- | ------- |
| Torneo Súper 8       | Peñarol      | Argentina | 2009    |
| Liga de las Américas | Peñarol      | Argentina | 2009-10 |
| Liga Nacional        | Peñarol      | Argentina | 2009-10 |
| Interligas           | Peñarol      | Argentina | 2010    |
| Torneo Súper 8       | Quimsa       | Argentina | 2014    |
| Liga Nacional        | Quimsa       | Argentina | 2014-15 |
| Liga Nacional        | Boca Juniors | Argentina | 2023-24 |
| Supercopa de La Liga | Boca Juniors | Argentina | 2024    |
| Copa Súper 20        | Boca Juniors | Argentina | 2025    |
| Liga Nacional        | Boca Juniors | Argentina | 2024-25 |

### En Selección Argentina
- 2005 - Sudamericano Juvenil